# Vườn quốc gia Los Cardones
Vườn quốc gia Los Cardones là một vườn quốc gia nằm ở trung tâm phía tây của tỉnh của Salta, trong các bộ phận San Carlos và Cachi, phía tây bắc Argentina.
Nó có diện tích khoảng 650 km vuông, bao gồm những ngọn đồi và khe núi ở độ cao từ 2.700 m đến 5.000 m. Nó được tên từ sự phổ biến của loài xương rồng Echinopsis atacamensis có tên địa phương là Cardones. Cùng với đó là rất nhiều các hóa thạch của các loài động vật đã tuyệt chủng, trong đó có cả khủng long có niên đại lên tới 70 triệu năm và các bức tranh đá trong các hang động.
Được thành lập vào năm 1996, khi Cơ quan Quản lý Vườn quốc gia Argentina mua lại diện tích đất từ chủ sở hữu tư nhân.